# Järngrund, Åbo
Järngrund (finska: Rautakari) är en ö i Finland.   Den ligger i kommunen Åbo i den ekonomiska regionen  Åbo ekonomiska region  och landskapet Egentliga Finland, i den sydvästra delen av landet, 160 km väster om huvudstaden Helsingfors.